# De Limburgse Zusjes
De Limburgse Zusjes was een duo afkomstig uit de omgeving van Weert dat smartlappen en levensliederen zong en actief was tussen 1957 en 1968. Het duo bestond uit Ria Roda en Rosie Beelen. De Boerinnekesdans is een van hun bekendste nummers.

## Discografie

### Singles
| Single met eventuele hitnotering(en) in de Nederlandse Top 40 | Datum van verschijnen | Datum van binnenkomst | Hoogste positie | Aantal weken | Opmerkingen |
| ------------------------------------------------------------- | --------------------- | --------------------- | --------------- | ------------ | ----------- |
| Pre-Top 40                                                    |                       |                       |                 |              |             |
| Goud en geld                                                  | 1955                  |                       |                 |              |             |
| De boerinnekesdans                                            | 1957                  |                       |                 |              |             |
| Bij de soldaten                                               | 1958                  |                       |                 |              |             |
| Boerenbal                                                     | 1961                  |                       |                 |              |             |
| Het geluk ging heen                                           | 1961                  |                       |                 |              |             |
| Zeg, zou jij een beetje om mij huilen?                        | 1962                  |                       |                 |              |             |
| De Jodelende Postiljon                                        | 1963                  |                       |                 |              |             |
| De Tamourè                                                    | 1963                  |                       |                 |              |             |
| Zigeunerkind                                                  | 1963                  |                       |                 |              |             |
| Alleen is maar alleen                                         | 1964                  |                       |                 |              |             |
| Haar verdriet                                                 | 1964                  |                       |                 |              |             |
| Geniet van het leven                                          | 1965                  |                       |                 |              |             |
| Als ’n jongen naar zee gaat                                   | 1966                  |                       |                 |              |             |
| Als ik in je ogen kijk                                        | 1968                  |                       |                 |              |             |
| Een meisje wat niet weet wat liefde is                        | 1968                  |                       |                 |              |             |
| Jij stuurde rozen                                             | 1968                  |                       |                 |              |             |
| Ome Jan                                                       | 1968                  |                       |                 |              |             |
| Waar zijn die jaren toch gebleven?                            | 1968                  |                       |                 |              |             |
| Zij die vergeten zijn                                         | 1968                  |                       |                 |              |             |
| Waarom heb je mij verlaten?                                   | 1968                  |                       |                 |              |             |
| De moeder van de stroper                                      |                       |                       |                 |              |             |
| De Werkmanszoon                                               |                       |                       |                 |              |             |
| Heidideldom                                                   |                       |                       |                 |              |             |
| ’t Herderinnetje                                              |                       |                       |                 |              |             |
| Jij gaf me rozen                                              |                       |                       |                 |              |             |
| Lieve blonde Rosemarie                                        |                       |                       |                 |              |             |
| Sterren en strepen                                            |                       |                       |                 |              |             |
| Tirolerbal                                                    |                       |                       |                 |              |             |
| Vaarwel m’n schat                                             |                       |                       |                 |              |             |
| Weet je wat ik zo graag…                                      |                       |                       |                 |              |             |